# Alaksandrauka (rejon kormański)
Alaksandrauka (biał. Аляксандраўка; ros. Александровка, Aleksandrowka) – wieś na Białorusi, w obwodzie homelskim, w rejonie kormańskim, w sielsowiecie Łużok.